# Chaska
Chaska é uma cidade localizada no estado americano de Minnesota, no Condado de Carver.

## Demografia
Segundo o censo americano de 2000, a sua população era de 17.449 habitantes.
Em 2006, foi estimada uma população de 23.736, um aumento de 6287 (36.0%).

## Geografia
De acordo com o United States Census Bureau tem uma área de
37,2 km², dos quais 35,6 km² cobertos por terra e 1,6 km² cobertos por água.

## Localidades na vizinhança
O diagrama seguinte representa as localidades num raio de 12 km ao redor de Chaska.